# Р10 (Росія)
Автошлях P10 — дорога регіонального значення на території Росії. Починається в населеному пункті Ліїнахамарі, проходить через селища Печенга та Заполярний, і веде до Яніскоскі на кордоні з Фінляндією. Траса з'єднується із дорогою A138. Частково входить до складу європейського маршруту E 105. Також є під'їзди до міста Нікель та до Борисоглібської гідроелектростанції.
Протяжність шляху — 100 км.
Завантаженість траси невисока, трохи зростає у літній сезон. В основному, дорогу використовує транзитний транспорт на шляху до Фінляндії. При проїзді необхідно взяти до уваги присутність на трасі крутих небезпечних поворотів.
Проїзд до міста Ліїнахамарі, де розташовується незамерзаючий порт, можливий лише за наявності дозволу служби ФСБ, який можна отримати у місті Мурманську.

## Кількість смуг
Шлях передбачено для двох смуг руху, по одній у кожну сторону.

## Стан покриття
Покриття в задовільному стані, є деякі нерівності, ями, однак, вона не створює значних труднощів для проїзду. Також на дорозі є ґрунтова ділянка.